# Oberbrechen
Oberbrechen is een plaats in de Duitse gemeente Brechen, deelstaat Hessen, en telt 2110 inwoners (2006).

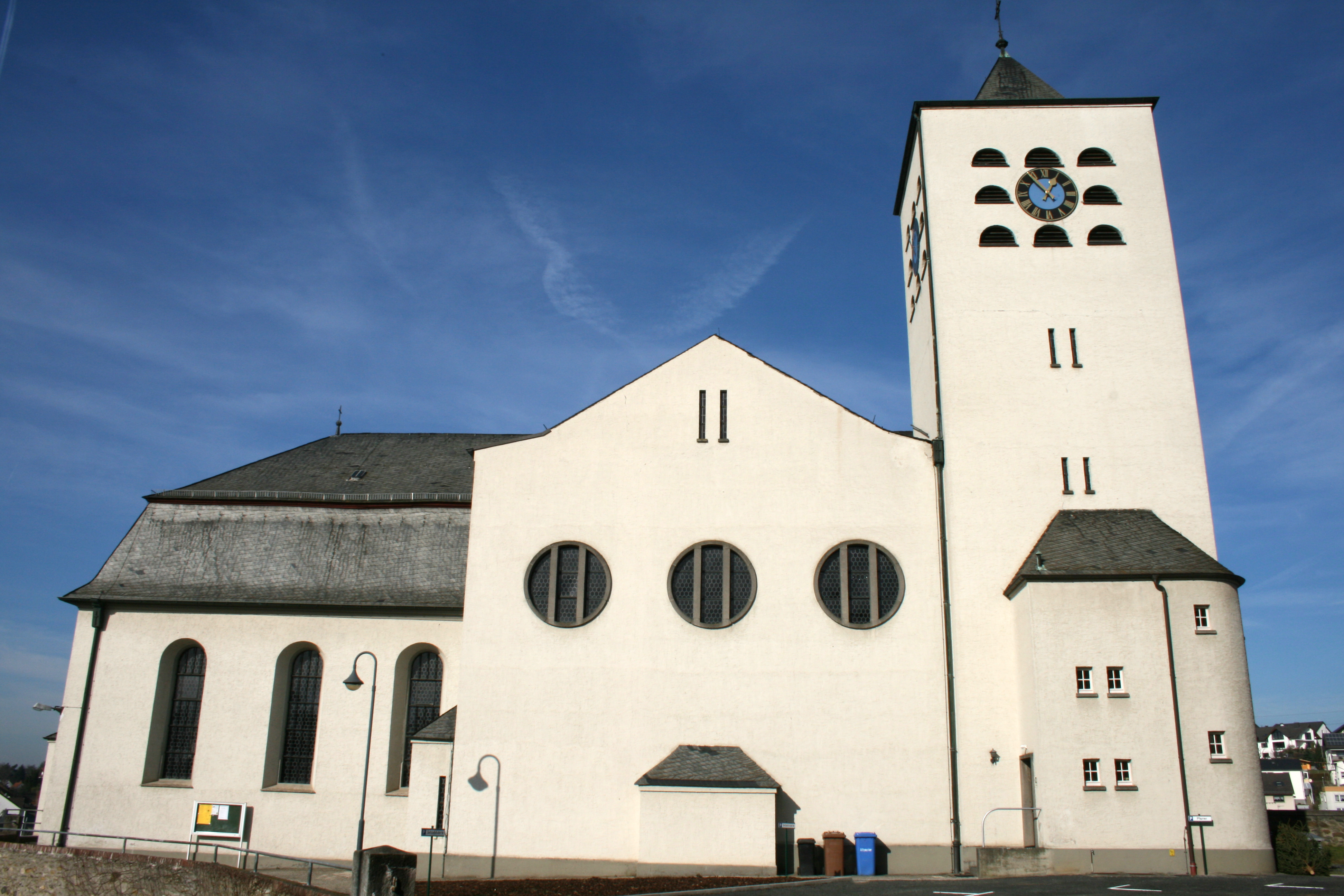
Kerk